# Theodor Kleinknecht

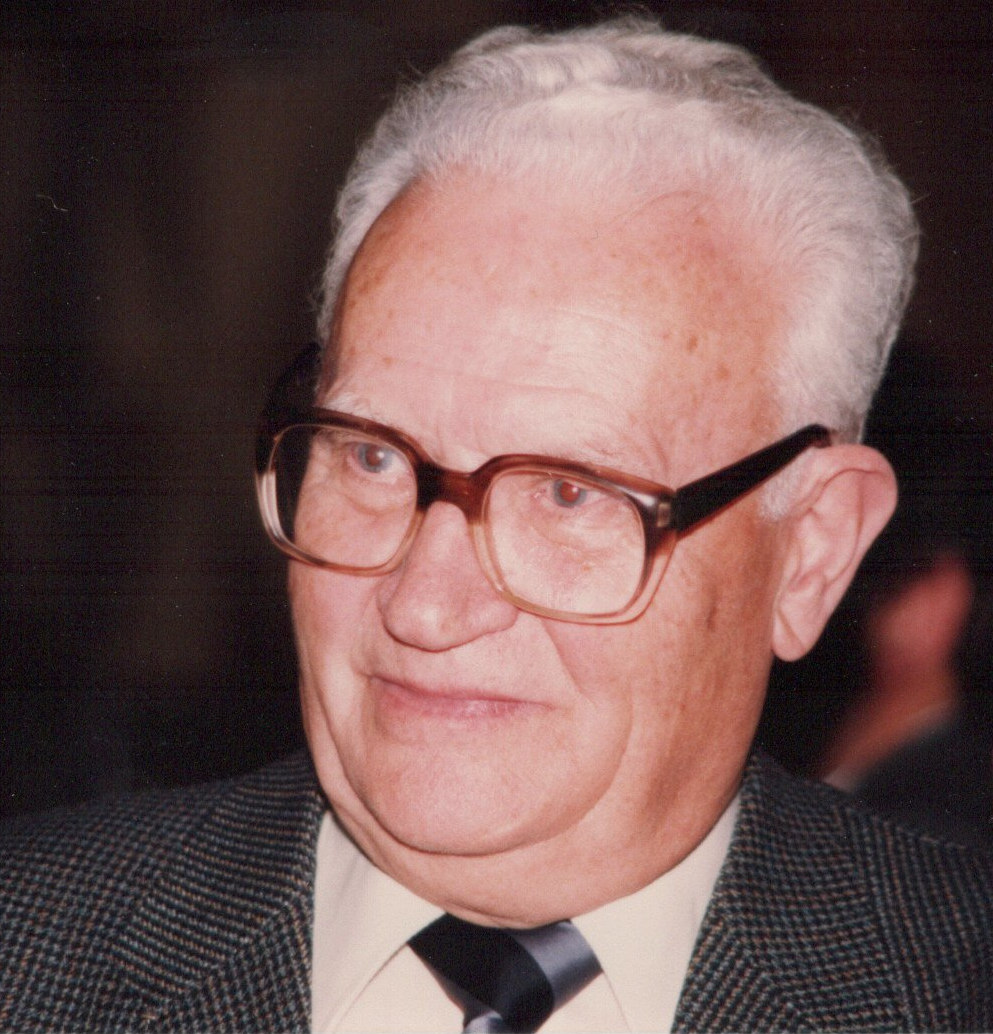
Theodor Kleinknecht beim Nürnberger Thomastag im Dezember 1984

Theodor Kleinknecht (* 18. August 1910 in Langensteinach; † 28. Juni 1995 in Nürnberg) war ein deutscher Ministerialrat am Bundesministerium der Justiz, Präsident der Generalstaatsanwaltschaft beim Oberlandesgericht Nürnberg, Honorarprofessor und Autor des „Kommentar zur Strafprozeßordnung“.

## Leben
Theodor Kleinknecht war der Sohn eines  Pfarrers. Ab dem Sommersemester 1930 studierte er Jura an der Friedrich-Alexander-Universität Erlangen, anschließend an der Friedrich-Wilhelms-Universität Berlin. Er trat den musischen Studentenverbindungen AMV Fridericiana Erlangen und Akademische Liedertafel Berlin bei.
1935 wurde er zur strafrechtlichen Berufsuntersagung promoviert. 1937 trat er in den bayerischen Staatsdienst, 1942 wurde er Amtsgerichtsrat in Fürth, bald darauf Leutnant im Zweiten Weltkrieg. 1947 wurde er zum Staatsanwalt in Nürnberg berufen, 1950 zum Oberstaatsanwalt.
Von 1954 bis 1963 war Kleinknecht Ministerialrat in Bonn, dort 1954–1961 Leiter des Referats II 7 bzw. (ab 1957) II 9, (ab 1961) II 6, (ab 1962) II B 1 (zuständig vor allem für Sachliches Strafrecht, Strafgerichtsverfassung und Strafverfahren, strafverfahrensrechtliche  Nebengesetze sowie ab 1959 für die Reform der Strafgesetzgebung: u. a. Entwurf des Einführungsgesetzes und der Vorschriften über das strafrechtliche Staatsschutzrecht, Reform im Bereich des Strafregisterrechts).
1963 bis 1975 war Kleinknecht Generalstaatsanwalt bzw. Präsident der Generalstaatsanwaltschaft beim Oberlandesgericht Nürnberg, 1968 bis 1975 zusätzlich Honorarprofessor für Strafrecht und Strafverfahrensrecht an der Friedrich-Alexander-Universität Erlangen-Nürnberg.
In seinem Ruhestand führte Kleinknecht den „Kommentar zur Strafprozeßordnung mit GVG und Nebengesetzen“ (Verlag C. H. Beck, München) weiter.

## Auszeichnungen
- 28. Juli 1972: Bundesverdienstkreuz Erster Klasse
- 1980 Bayerischer Verdienstorden